# Stephon Alexander
Stephon Alexander (1971, Isla Trinidad) es un físico teórico, cosmólogo, músico y escritor estadounidense, conocido por haberse especializado en campos tan dispares como la física teórica y la música de jazz.

## Biografía
Nació en Isla Trinidad y posteriormente, contando él ocho años, su familia se mudó definitivamente a los Estados Unidos. Creció en el Bronx, en la ciudad de Nueva York, y asistió a la escuela secundaria De Witt Clinton.
Alexander completó su licenciatura en ciencias por el Haverford College en 1993, obtuvo un master of science (maestría) en física en 1995, y el mismo título como ingeniero eléctrico en 1996, doctorándose en 2000 por la Universidad de Brown. También fue físico investigador en el Imperial College de Londres, así como en el Centro del Acelerador Lineal de Stanford, en la Universidad de Stanford.
Tras obtener el doctorado, Alexander ocupó distintos puestos universitarios, tanto en la Penn State como en el Haverford College. En 2012 fue coautor de un artículo que reinterpretó la teoría de Horava-Lifshitz. El artículo "Hořava-Lifshitz theory as a fermionic aether in Ashtekar gravity" ("La teoría de Hořava-Lifshitz como un éter fermiónico en la gravedad de Ashtekar"), trataba de demostrar que la teoría HL podría desarrollarse de forma natural. También teorizó que la gravedad HL podría interpretarse como una corriente similar a la del tiempo, es decir, que rellena el espacio-tiempo.
Comenzó su carrera académica como investigador postdoctoral en el Imperial College de Londres (2000-2002) y luego en el SLAC de la Universidad de Stanford y en el Institute for Theoretical Physics (2002-2005). En 2005, se convirtió en profesor asistente de física en la Universidad de Penn State. En 2008, se desempeñó en el Haverford College como profesor asociado de física, lo que lo llevó a ocupar los cargos actuales de Ernest Everett 1907 Associate Professor of Natural Sciences y profesor asociado de Física y Astronomía en el Dartmouth College.
También trabaja como profesor en la Universidad Brown de Providence (Rhode Island), y ha pasado gran parte de su carrera asesorando como first generation advocate. También defiende a grupos de alumnos históricamente poco representados en las ciencias. Es asimismo miembro del consejo editorial de la revista Universe.
En diciembre de 2012, fue el coautor del artículo Gravitational origin of the weak interaction’s chirality (Origen gravitacional de la quiralidad de la interacción débil). Basado en el grupo de Lorentz, este estudio se centró en la unificación de las interacciones electrodébil y gravitacional y la conexión espacio-tiempo. El documento teorizó, de manera similar a Jerzy Plebański y Abhay Ashtekar, que esas interacciones débiles en la mitad quiral de orientación derecha en la conexión espacio-tiempo podrían explicar la interacción débil.
La teoría ideada por Alexander y sus coautores se dividió en dos fases. La primera es una fase simétrica de paridad, similar a los estudios y trabajos de Speziale. La siguiente fase depende de si la paridad se rompe o no. Bajo la ruptura, muestra un fermión de Dirac expresándose como un neutrino quiral.
Casi al mismo tiempo, fue coautor de otro artículo, que se centró en el estudio del tiempo eléctrico en cosmología cuántica. El documento formuló y estudió nuevas posibilidades de comportamiento cuántico del espacio-tiempo.
Ha trabajado principalmente en el desarrollo de la teoría de Einstein del espacio-tiempo curvo, orientándola a la conexión entre las estructuras más pequeñas y más grandes del universo. Siendo un experto en teoría de cuerdas, inventó el modelo de inflación llamado "D-Branes", basado en hipersuperficies de dimensiones superiores dentro de la teoría de cuerdas.
Las ecuaciones de campo de Einstein constituyen su teorema favorito, siendo su última publicación, El jazz de la física, un reflejo de sus investigaciones y teorías al respecto. Suele recordar en público que en el 10º grado de la escuela de secundaria De Witt Clinton a la que asistía, su héroe en la vida real fue su profesor de física, Daniel Kaplan, quien lo orientó a dicha disciplina cuando hablaba en clase de la velocidad y la fricción. En 2006, el Dr. Alexander fue nombrado uno de los ocho investigadores y exploradores más inquisitivos por National Geographic.

### Labor social
En febrero de 2013, Alexander publicó un artículo en el New York Times sobre la necesidad de que los académicos de raza negra dirijan sus esfuerzos a difundir la ciencia entre las nuevas generaciones. En el artículo sacó a colación numerosas experiencias suyas personales y educativas.
Alexander ha trabajado como director del Programa Dartmouth College’s EE Just STEM Scholars, y también se ofreció como voluntario para disertar en público en las escuelas del centro de la ciudad, enseñó matemáticas en las cárceles y supervisa las actividades relevantes para su beca.
Este científico y músico ha sido entrevistado o citado en numerosas publicaciones de todo tipo, como el Tavis Smiley Show, Forbes Magazine, NPR, Brian Lehrer Show, Science Salon/Skeptic Society, Downbeat Magazine, y Mercury News.

### Música
Como saxofonista de jazz, Alexander ha sido alumno de músicos como Ornette Coleman y Will Calhoun. Su álbum con el músico Rioux Here Comes Now, ha sido aclamado por la crítica. Alexander y el bajista Melvin Gibbs formaron un grupo al que llamaron God Particle (Partícula divina).
Por otra parte Alexander es autor del libro The Jazz of Physics (El jazz de la física), en el que analiza con distintos enfoques y desde diversos puntos de vista el vínculo entre la música y la estructura del universo.
En un documental para la serie sobre ciencia Nova, Alexander pasó revista a su vida como saxofonista de jazz, mientras trabaja como físico durante el día.

## Publicaciones
- The Jazz of Physics, trad. como El jazz de la física por ed. Tusquets, Barcelona, 2017.[35][36][37]

## Premios
- NSF Career Award.[38][39]
- APS E. BOUCHET AWARD.[40]
- AAAS John Wesley Powell Memorial Award.[41]